# 氐宿四
氐宿四，亦稱天秤座β，是天秤座內最亮的恆星，它在西方的傳統名稱是（/ˌzuːbənˌɛʃəˈmeɪli/），而拉丁名稱則是，意思是「在南方的天秤尺規」。而西方的傳統名稱則是由阿拉伯名稱「‎」延伸出來的，意思是「北方的爪」。這顆恆星的視星等為2.6，使之成為天秤座內最亮的恆星。透過測量视差，天文學家們得出氐宿四距離地球185光年（57秒差距）。

## 恆星狀況
氐宿四是一顆主序藍矮星，其光譜分類為B8V，演化的比天狼星慢一點。其與太陽的距離較近，且亮度相當高，因此在夜空中較為明亮，且其視星等為2.7等。這顆恆星的光度是太陽的130倍，有效溫度為12,300K，為太陽的兩倍。如此高的溫度，令到其產生的光有著簡單的光學頻譜，因此有助天文學家測量太陽與氐宿四之間的星際氣體和塵埃。就如許多同類恆星，這顆恆星自轉速度非常快，投影自轉速度為250 km s–1，比太陽還要快超過100倍。這顆恆星的角直徑為0.801毫角秒。透過測量氐宿四的亮度和距離，天文學家們得出其半徑為太陽半徑的4.9倍，而質量則是太陽質量的3.5倍。這種質量大的恆星通常有著藍白色的顏色，但坊間卻有流傳氐宿四的顏色是綠色的，令這顆恆星成為唯一一顆肉眼可見的綠色恆星。作為比較，太陽的質量為1.9891×1030 kg，半徑為6.955×105 km，有效溫度為5778 K，而自轉速度則為2 km s–1。
氐宿四的光度有小幅度的周期性變化，意味著它存在著一顆從地球上看不見的伴星。但是，在現今的星表上他仍然被登錄為單獨的恆星。

## 歷史
依據埃拉托斯特尼觀測的記載，氐宿四比心宿二還要亮，托勒密在350年後的記載是與心宿二一樣亮。這種差異可能是心宿二變亮了，但還不能確定。它現在是一顆光度變化為0.03等的變星

## 外部連結
- Moh'd Odeh. . Islamic Crescents' Observation Project. 1998–2006  [2006-07-03]. （原始内容存档于2008-02-02）.